# Plagiostachys bracteolata
Plagiostachys bracteolata är en enhjärtbladig växtart som beskrevs av Rosemary Margaret Smith. Plagiostachys bracteolata ingår i släktet Plagiostachys och familjen Zingiberaceae. Inga underarter finns listade i Catalogue of Life.